# 誠信高校野球部落雷死亡事件
誠信高校野球部落雷死亡事件（せいしんこうこうやきゅうぶらくらいしぼうじけん）は、2014年8月6日、愛知県丹羽郡扶桑町にある誠信高等学校のグラウンドで、部活動中に発生した落雷で野球部員が翌日に死亡した事件。

## 概要

### 事件の発生
2014年8月6日には誠信高等学校のグラウンドで野球部の練習試合が行われていた。この際に投手でありマウンドに立っていた生徒が落雷を受けた。それから心肺停止となり病院に搬送されて脈は戻ったが、翌8月7日未明に死亡したという事件。
この日には練習試合が2回行われており、落雷が起きた2試合目は午後0時40分頃に始まっていた。1時頃に雨が降ってきたために試合は一旦中断していたものの再開した。再開直後に遠くのほうで雷鳴が聞こえて、それから約10秒後に大きな音と共に稲妻が走り、マウンドに立っていた投手が倒れて、そのまま病院に搬送されたものの死亡したという経緯であった。
マウンドに立ちボールを投げて、キャッチャーから返球されたその時に突然生徒の頭に雷が落ちて倒れていた。救急車の手配や心臓マッサージや自動体外式除細動器等での救急処置を続け、その後にドクターヘリで病院に搬送されていた。

### 事件から
学校によると試合を再開していたのは、晴間が出ており雷も鳴っておらず、審判とも協議をされて決められていた。名古屋地方気象台によると、当日には未明から愛知県全域に雷注意報が発令されていた。県内の他の場所では落雷が原因で停電となっていたものの、同校は雷注意報を把握していなかった。誠信高校の校長は、小さな雷を遠くに感じただけでもこのようなことが起きると肝に銘じ、雷の対策マニュアルを作成することにした。
野球部部長によると、2回目の試合が始まってから10分後くらいに雨粒が大きくなったために試合を中断した。それから5分ほどすると小雨になり晴間も見えたため再開した。それから投手がマウンドに立ったときに雷の音が鳴り、その約10秒後に大きな音と共に目の前が光り投手は動かなくなっていた。それから部長は自動体外式除細動器を使い措置をしたあと病院に運ばれていた。当時のグラウンドには野球部員の他にハンドボール部やサッカー部の部員とその保護者もおり、計100人ほどがいた。野球の試合をしていた場所には防球ネットがあり、これを支える12本の柱の全てに避雷針が設置されていた。これまでに落雷による被害は無かった。部長は午前8時に天気予報をチェックして午後から雨が降る可能性が高いことは把握していたものの、落雷するということにまでは気に掛けていなかった。
吉田ジョージによると、落雷があったとされる時間のレーダー画像では誠信高校の場所には猛烈な雨を降らせる雨雲があった。雷の活動度は周囲よりも高い2で、まもなく落雷する可能性が高くなっているということが表されていた。愛知県全域で雷注意報が発表されており、特に危険な地域であった。高校のグラウンドに落雷したことについては、このような開けた広い場所では人間が避雷針になってしまうためであった。
日本高等学校野球連盟が2009年4月に出した通達によると、雷の情報を入手して、雷が近付いてきたら試合を中断することとされていた。愛知県高等学校野球連盟には練習試合でも試合中に1度でも雷が光れば直ちに中断するように指導されていたものの、雷注意報が出ていても周囲に落雷の気配が無ければ試合を中止することは求められていなった。
落雷抑制システムズによると誠信高校は高校の野球場は非常に良い設備であり、これほどの対策をしている学校は少なく、ピッチャーのマウンドは複数の避雷針による多重の保護域になっていたにもかかわらず落雷したため、避雷針の保護域はあまり当てにならないとされた。
このような事件が発生したことから、スポーツ関係者には事故の発生形態を熟知すると共に事故発生の予防に努めると共に、スポーツリスクマネジメントという事故が発生しても被害を最小限にするための対応を身につけることが求められるようになる。クラブのマネージャー、監督、指導者などの全てのスポーツ関係者にとって必要な知識であり、事例を多く知り事故発生時には最悪を想定した行動を取り、治療費や慰謝料を支払えるように保険をかけるなどが求められる。
文部科学省からの各学校に対する学校での落雷事故を防止するために参考にする資料として、この事件が紹介されている。
愛知県教育委員会が発行する高校保健体育指導の手引きでは、落雷事故を防止させるための落雷事故からの教訓としてこの事件が紹介されている。